# Yvon Le Roux
Yvon Le Roux (ur. 19 marca 1960 w Plouvorn) – francuski piłkarz, obrońca.
W reprezentacji Francji zagrał 28 razy i zdobył jedną bramkę. Debiutował 23 kwietnia 1983 w meczu z Jugosławią, ostatni raz zagrał w 1989. Podczas MŚ 1986 wystąpił tylko w jednym spotkaniu (o trzecie miejsce). Znajdował się wśród zwycięzców ME 1984. W 1989 z Marsylią został mistrzem Francji.